# Wjatscheslaw Anatoljewitsch Koslow
Wjatscheslaw Anatoljewitsch (Slawa) Koslow (russisch Вячеслав Анатольевич Козлов; englische Transkription: Vyacheslav Anatolyevich Kozlov; * 3. Mai 1972 in Woskressensk, Russische SFSR) ist ein ehemaliger russischer Eishockeyspieler und derzeitiger -trainer, der im Verlauf seiner aktiven Karriere zwischen 1987 und 2015 unter anderem 1300 Spiele für die Detroit Red Wings, Atlanta Thrashers und Buffalo Sabres in der National Hockey League sowie über 350 weitere für zahlreiche Klubs in der höchsten Spielklasse Russlands auf der Position des linken Flügelstürmers bestritten hat. Sein größter Karriereerfolg war der zweimalige Gewinn des Stanley Cups mit den Detroit Red Wings in den Jahren 1997 und 2002. Seit April 2021 ist Koslow Co-Trainer beim HK Dynamo Moskau aus der KHL.

## Karriere
Wjatscheslaw Koslow begann seine Karriere 1987 in seiner Heimat bei Chimik Woskressensk. Dort spielte er insgesamt vier Jahre. Im NHL Entry Draft 1990 wurde er von den Detroit Red Wings in der dritten Runde an Position 45 ausgewählt. Nach einem weiteren Jahr in Woskressensk spielte er noch einen Teil der Saison 1991/92 für HK ZSKA Moskau, bevor er zu den Detroit Red Wings wechselte.

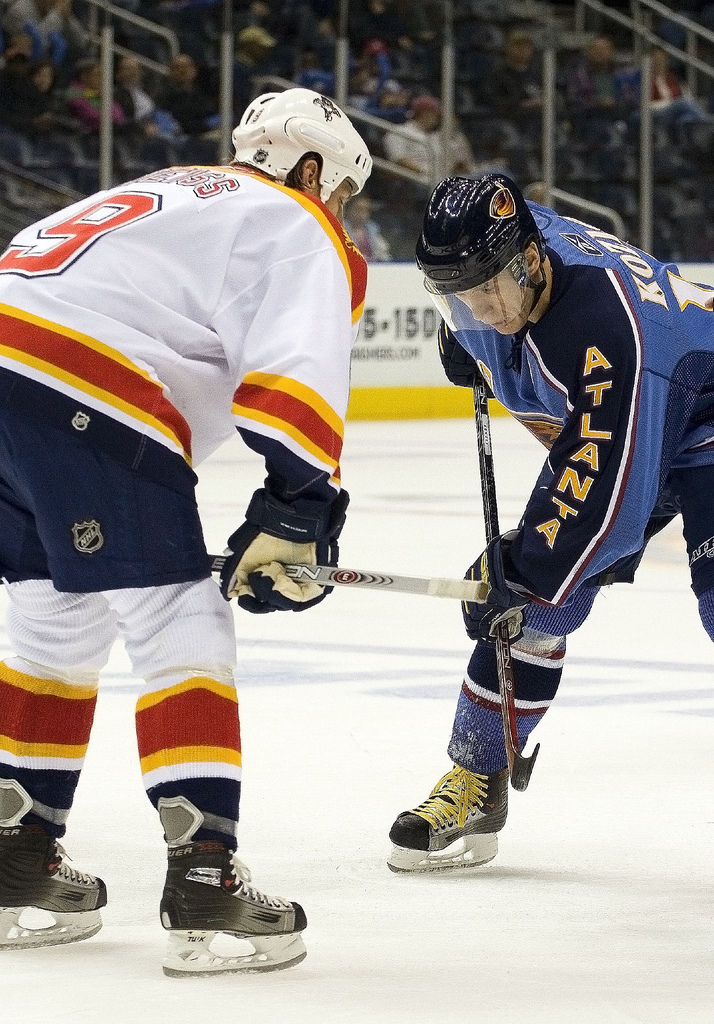
Koslow (rechts) beim Bully gegen Stephen Weiss

In der Saison 1992/93 spielte er hauptsächlich in der American Hockey League bei den Adirondack Red Wings, dem Farmteam von Detroit, um sein Können zu beweisen, was er mit 59 Punkten in 45 Spielen auch tat. Ab Herbst 1993 gehörte er zum festen Kader der Detroit Red Wings und zählte sofort zu den besten Scorern im Team. Auf Grund eines Lockout in der Saison 1994/95 kehrte er noch einmal für kurze Zeit nach Russland zurück, um dort die spielfreie Zeit in der National Hockey League beim ZSKA zu überbrücken.
1995 stieß Igor Larionow zum Kader der Red Wings und Trainer Scotty Bowman formte eine russische Fünf-Mann-Formation, zu der neben Koslow und Larionow noch Wladimir Konstantinow, Wjatscheslaw Fetissow und Sergei Fjodorow gehörten. Diese Formation trug den Namen „Russian Five“ und war ein wichtiger Teil der Mannschaft auf dem Weg zum Gewinn des Stanley Cups 1997. Kurz darauf war die Zeit der „Russian Five“ beendet, als Konstantinow einen schweren Autounfallhatte und auf Grund der schweren Verletzungen seine Karriere beenden musste. Der Gewinn des Stanley Cups wurde 1998 wiederholt. 
Im Sommer 2001 wurde Koslow zusammen mit einem Erstrunden-Draftpick für Dominik Hašek zu den Buffalo Sabres transferiert. Nachdem er in seiner ersten Saison in Buffalo nicht viele Spiele auf Grund von Verletzungen absolvieren konnte, transferierte man ihn im Juni 2002 zu den Atlanta Thrashers. In der Saison 2002/03 konnte er nochmal an seine alte Form anknüpfen und brachte es auf 70 Punkte in 79 Spielen. Die Saison darauf verlief weniger erfolgreich.
Die NHL-Saison 2004/05 fiel wegen eines Lockouts komplett aus und Koslow spielte in der Zeit bei Chimik Woskressensk und bei Ak Bars Kasan in Russland. Nach seiner Rückkehr zur Saison 2005/06 spielte er wieder besser und schaffte mit 71 Punkten eine ordentliche Leistung.
In der Saison 2006/07 spielte er in einer Angriffsreihen mit Topscorer Marián Hossa, wovon Koslow profitieren konnte und mit 80 Scorerpunkten das beste Ergebnis seiner Karriere ablieferte. Zudem konnten sich seine Atlanta Thrashers zum ersten Mal für die Playoffs qualifizieren. Koslow war Alternativ-Kapitän bei den Atlanta Thrashers. Im Sommer 2007 verlängerten sie seinen Vertrag um drei Jahre. Im Sommer 2010 wurde sein auslaufender Vertrag nicht verlängert. Nach einem Engagement beim HK ZSKA Moskau wechselte Koslow im Januar 2011 zu Salawat Julajew Ufa in die Kontinentale Hockey-Liga (KHL). Im Mai 2011 unterzeichnete er einen Kontrakt über ein Jahr Laufzeit beim OHK Dynamo, für den er in der Folge 23 Scorerpunkte in 50 KHL-Partien absolvierte und mit dem Team den Gagarin-Pokal gewann. Anschließend war er zunächst vereinslos, ehe er Ende Dezember 2012 vom HK Spartak Moskau verpflichtet wurde und dort bis 2014 spielte. Anschließend wurde der inzwischen 42-Jährige Mitte 2014 von Atlant Moskowskaja Oblast unter Vertrag genommen.
Aufgrund finanzieller Probleme zog sich Atlanta nach der Saison 2014/15 vom Spielbetrieb zurück. Daraufhin beendete Koslow seine Karriere und wurde Assistenztrainer beim HK Spartak Moskau, der Atlants KHL-Startplatz übernahm. Im Oktober 2016 wurde er nach 10 Niederlagen aus 17 Spielen zusammen mit Cheftrainer German Titow entlassen. Ab Dezember 2017 war Koslow Cheftrainer bei Spartaks Farmteam Chimik Woskressensk aus der Wysschaja Hockey-Liga.
Im Mai 2019 wurde Koslow vom HK Awangard Omsk als Co-Trainer für Bob Hartley verpflichtet, die sich bereits aus der gemeinsamen Zeit bei den Florida Panthers kennen. Nach einem Jahr in Omsk wurde Koslow dann Co-Trainer von Kunlun Red Star.

## Erfolge und Auszeichnungen
| - 1990 Bester Jungprofi in der UdSSR 1990 - 1997 Stanley-Cup-Gewinn mit den Detroit Red Wings - 1998 Stanley-Cup-Gewinn mit den Detroit Red Wings | - 2011 Gagarin-Pokal-Gewinn und Russischer Meister mit Salawat Julajew Ufa - 2012 Gagarin-Pokal-Gewinn und Russischer Meister mit dem OHK Dynamo |

### International
| - 1988 Bronzemedaille bei der U18-Junioren-Europameisterschaft - 1989 Goldmedaille bei der U18-Junioren-Europameisterschaft - 1990 Silbermedaille bei der U18-Junioren-Europameisterschaft - 1990 All-Star-Team der U18-Junioren-Europameisterschaft - 1990 Bester Stürmer der U18-Junioren-Europameisterschaft | - 1990 Bester Torschütze der U18-Junioren-Europameisterschaft - 1990 Topscorer der U18-Junioren-Europameisterschaft - 1990 Silbermedaille bei der Junioren-Weltmeisterschaft - 1991 Silbermedaille bei der Junioren-Weltmeisterschaft - 1991 Bronzemedaille bei der Weltmeisterschaft |

## Karrierestatistik

### International
| Vertrat die UdSSR bei: - U18-Junioren-Europameisterschaft 1988 - U18-Junioren-Europameisterschaft 1989 - U20-Junioren-Weltmeisterschaft 1990 - U18-Junioren-Europameisterschaft 1990 | - U20-Junioren-Weltmeisterschaft 1991 - Weltmeisterschaft 1991 - Canada Cup 1991 | Vertrat Russland bei: - Weltmeisterschaft 1994 - World Cup of Hockey 1996 |

(Legende zur Spielerstatistik: Sp oder GP = absolvierte Spiele; T oder G = erzielte Tore; V oder A = erzielte Assists; Pkt oder Pts = erzielte Scorerpunkte; SM oder PIM = erhaltene Strafminuten; +/− = Plus/Minus-Bilanz; PP = erzielte Überzahltore; SH = erzielte Unterzahltore; GW = erzielte Siegtore; 1 Play-downs/Relegation; Kursiv: Statistik nicht vollständig)